# Minicynodon
Minicynodon (en griego pequeño cinodonte) es un género extinto de cinodonte brasilodóntido carnívoro que vivió durante el Triásico (Carniense y Noriense) en la ciudad de Faxinal do Soturno, Rio Grande do Sul, en Brasil, situada en el geoparque de Paleorrota. Se conoce por el holotipo UFRGS PV 1030 T, un cráneo parcial, recuperado en la Formación Caturrita. Minicynodon fue nombrado por Fernando José Bonaparte, César Leandro Schultz, Marina Bento Soares y Agustín G. Martinelli, en 2010, y la especie tipo es Minicynodon maieri.